# Mireille Soria

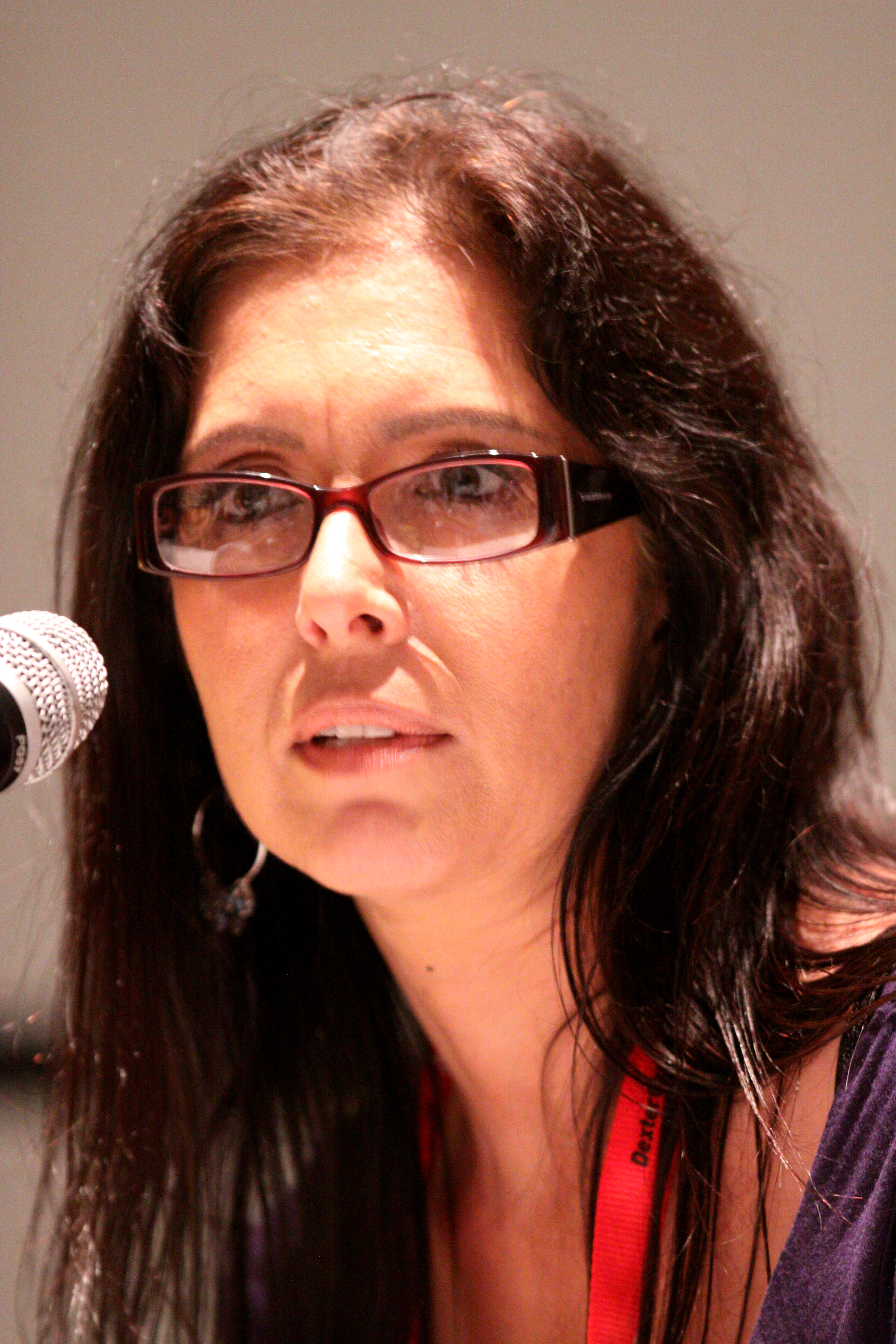
Mireille Soria

Mireille Soria (* 22. April 1970) ist eine US-amerikanische Filmproduzentin.

## Leben
Mireille Soria war zunächst als TV- und Spielfilm-Produzentin tätig. Anfang der 2000er Jahre kam sie zu DreamWorks Animation, wo sie anfänglich Zeichentrick- und später Animationsfilme wie die Madagascar-Serie betreute. 2017 wurde sie Präsidentin der Animations-Abteilung von Paramount Pictures.

## Filmografie (Auswahl)
- 1998: Auf immer und ewig (Ever After: A Cinderella Story)
- 2002: Spirit – Der wilde Mustang (Spirit – Stallion of the Cimarron)
- 2003: Sinbad – Der Herr der sieben Meere (Sindbad: Legend of the Seven Seas)
- 2005: Madagascar
- 2008: Madagascar 2 (Madagascar: Escape 2 Africa)
- 2012: Madagascar 3: Flucht durch Europa (Madagascar 3: Europe’s Most Wanted)
- 2015: Home – Ein smektakulärer Trip (Home)
- 2017: Captain Underpants – Der supertolle erste Film (Captain Underpants: The First Epic Movie)